# Heinrich I. (Limburg)
Heinrich I. († 1118) war von 1101 bis 1106 Herzog von Niederlothringen und von 1081 bis 1118 Graf von Limburg.

## Der Kampf um den Herzogstitel
Heinrich von Limburg wurde 1101 von Kaiser Heinrich IV. zum Herzog von Niederlothringen ernannt. Im Machtkampf zwischen dem Kaiser und dessen Sohn (Heinrich V.) blieb er dem alten Kaiser treu, wodurch er 1106 die Herzogswürde an Graf Gottfried I., Graf von Löwen, verlor. In der Folgezeit kam es zwischen den Häusern Limburg-Arlon und Löwen-Brabant vereinzelt (1106, 1128 und 1140) zu Kämpfen um den Titel und das Amt des Herzogs von Niederlothringen. 1128 erhielt Heinrichs I. Sohn, Walram Paganus von Limburg (1119–1138), den Titel von Kaiser Lothar III. Im Jahr 1138 verlieh Konrad III. ihn wieder dem Brabanter Gottfried I. Nach dessen Tod, im Jahr 1139 folgte ihm sein Sohn Gottfried II. von Löwen, was zu einer heftigen, militärischen, letztlich aber fruchtlosen, Reaktion durch Walrams Sohn Heinrich II. im Jahr darauf (1140) führte. Erst 1165 wird diesem der Titel Herzog von Limburg von Friedrich I. Barbarossa endgültig anerkannt werden.

## Zur Herkunft Heinrichs
Die ersten Generationen des Hauses Limburg-Arlon sind nicht, wie in der Literatur lange Zeit fälschlicherweise angegeben, die Folge Walram I. – Walram II. – Heinrich I. Die ältere Forschung vermischte fälschlicherweise die beiden Grafen Walram II. von Arlon und Udo von Limburg zu einer einzigen Person Walram-Udo.
Die Arbeiten von Kupper und Hlawitschka zeigen, dass Heinrich I. der Sohn des Grafen Udo von Limburg und Judith/Jutta, der Erbtochter des Herzogs von Niederlothringen und Gründers von Limburg, Friedrich II. von Niederlothringen aus dem Hause der Wigeriche, ist.
Die Zusammenführung der Grafschaften Arlon und Limburg erfolgt daher über Heinrich I., der als Sohn Udos von Limburg in erster Ehe die Erbtochter Walrams II. von Arlon heiratete. Diese ist Mutter von Walram III. Paganus von Limburg, der das Haus Limburg fortsetzte.

## Nachkommen
Heinrich heiratete in erster Ehe Adelheid(?), die Tochter von Graf Walram II. von Arlon. Aus der Ehe stammen die Kinder:
- Walram Paganus; † 1138, 1115–19 Graf von Arlon, 1119 Graf von Limburg und Herr von Wassenberg, 1128 Herzog von Niederlothringen
- fraglich ob erste oder zweite Ehe: Mathilde, 1148 bezeugt; ⚭ Heinrich I. von Namur, Graf von Laroche; † vor 1138 (Haus Namur)

In zweiter Ehe war er mit Adelheid von Pottenstein (der Tochter von Boto von Pottenstein) verheiratet. Aus der Ehe stammen die Kinder:
- fraglich ob erste oder zweite Ehe: Mathilde, 1148 bezeugt; ⚭ Heinrich I. von Namur, Graf von Laroche; † vor 1138 (Haus Namur)
- Agnes; † 1136; ⚭ I Friedrich von Putelendorf; † 1125; ⚭ II Walo II. von Veckenstedt; † 1126
- Adelheid; † 1144/46; ⚭ I Friedrich der Streitbare, Graf von Arnsberg; † 1124; ⚭ II vor 1130 Kuno von Horburg; † wohl 1138/39; ⚭ III vor 1140 Konrad II., Graf von Dachau, X 1159